# Bahçesaray (district)
Bahçesaray is een Turks district in de provincie Van en telt 18.033 inwoners (2007). Het district heeft een oppervlakte van 489,7 km². Hoofdplaats is Bahçesaray.
De bevolkingsontwikkeling van het district is weergegeven in onderstaande tabel.
| 1997   | 2000   | 2007   |
| ------ | ------ | ------ |
| 17.415 | 16.795 | 18.033 |